# NGC 3604
NGC 3604 (NGC 3611) je spiralna galaktika u zviježđu Lavu. Naknadno je utvrđeno da je NGC 3611 ista galaktika.

## Vanjske poveznice
- (eng.) SEDS: NGC 3604
- (eng.) Revidirani Novi opći katalog
- (eng.) Izvangalaktička baza podataka NASA-e i IPAC-a
- (eng.) Astronomska baza podataka SIMBAD
- (eng.) VizieR